# I Do (Lost)
I Do (titulado "Sí, quiero" en España y "Acepto" en Latinoamérica) es el sexto episodio de la tercera temporada de la serie Lost. Desde este capítulo hasta el 7 de febrero de 2007 no transmitieron capítulos. Fue de hecho un mini fin de temporada.
Jack toma una decisión con respecto a la oferta de Ben. Kate no puede hacer nada cuando Pickett parece dispuesto a cumplir su amenaza de matar a Sawyer, y Locke descubre un mensaje secreto que podría ayudarle a desvelar los secretos de la isla.

## Resumen
Los flashbacks están centrados en Kate, que contrae matrimonio con un policía, quien la ama, pero no sabe que ella es una convicta por homicidio. Kate también ama a su esposo y desea estabilizar su vida, pero el agente que busca capturarla no lo permite, por lo que Kate termina escapando después de dormir a su esposo con un narcótico para que no pueda reaccionar de inmediato ante su confesión. 

### En laHidra
Jack revisa los estudios médicos y los rayos X de Ben. Jack le dice a Ben que el tumor que aparece en los rayos x, que fueron tomados una semana antes, llegaría al borde de lo operable en una semana y que tendría que haber sido operado ayer. Luego le dice que él nunca había dicho que iba a operarlo y que solo quería que Ben entendiera cómo se iba a morir. Ben dice que está muy decepcionado con la decisión de Jack, a lo que él responde “Al menos no estarás decepcionado por mucho tiempo”.
Jack escucha un sonido de estática en su intercomunicador. Una voz de una mujer le dice que pruebe la puerta, la cual está abierta y sin vigilar. Luego Jack promete a Ben sacarle el tumor y dejarlo con vida, pero quiere que Ben mantenga su promesa de dejarlo marcharse de la isla, ya que no hay nada allí para él.
La mujer, Juliet, parece enamorada de Jack, deja la puerta abierta, tal vez para que él vea el momento de intensa intimidad que viven Kate y Sawyer prisioneros.
Jack comienza con la operación y una vez que Ben está drogado, Pickett va en búsqueda de Sawyer. Mientras deja la sala de operaciones, dice que Ben acaba de dejar su vida en manos de “uno de ellos” y que Shephard ni siquiera estaba en la lista de Jacob. El descubre a Sawyer y a Kate juntos y obliga a Sawyer a arrodillarse mientras le apunta un revólver a su cabeza. Va a matar a Sawyer y hará que Kate lo vea, cuando Tom lo llame por el Walkie Talkie. Jack saboteó la operación y dice que Ben morirá en una hora si no dejan que Kate se vaya. Jack le dice a Kate que corra. Cuando estén a salvo, quiere que lo llame por el Walkie y le cuente la historia que Jack le había narrado mientras ella lo cosía. Kate no se quiere ir sin él, pero Jack le dice que corra. Jack no sabe que están en otra isla. El episodio finaliza.

### En el?
Locke le dice a Nikki, Paulo, Sayid y Desmond que a Eko lo había matado un animal, pero Sayid no le cree. Cuando se encuentran a solas, Sayid le pregunta qué fue lo que mató a Eko. Locke le dice que la gente lo llama “El monstruo” pero que él no cree en monstruos. El cree que puede haber sido aquello que los llevó a la Isla y que Eko murió por una razón, aunque aún no sabe por cuál.

### En la Mina
Mientras Kate y Sawyer están trabajando suena una alarma, alguien se escapó. De repente Alex aparece desde la selva con una resortera (gomera, honda o tirachinas), disparando piedras, demandando saber dónde está su novio. Ella es sujetada por detrás y llevada fuera del lugar. Ella le grita a Kate que ellos matarán a su novio de la misma manera que mataron al de ella.
Juliet le dice a Kate que Pickett va a matar a Sawyer, pero que si ella puede convencer a Jack de que haga la operación, ella puede salvarle la vida a Sawyer. Cuando Jack y Kate se ven, la emoción los embarga. Kate le dice que tiene que hacer la operación para salvar a Sawyer. A Jack le enoja el hecho de que Kate esté allí para pedirle que haga la operación y se rehúsa.
Kate le dice a Sawyer que vio a Jack y lo que ellos quieren que él haga. A Sawyer le alegra ver que Jack “no es tan idiota” como para hacer la cirugía. Kate se enoja, se trepa fuera de su celda y rompe la puerta de la celda de Sawyer, diciéndole que si él no quiere que Jack salve su vida, entonces él mismo se la salvará. Entonces Sawyer le dice que están en otra isla, que no hay dónde correr. Kate lo besa. Sawyer se sorprende pero la besa y hacen el amor. Luego, Sawyer le pregunta si realmente sentía que lo amaba. Ella no dice nada, pero lo besa. El dice “Yo también” y se siguen besando mientras la escena termina.
Mientras tanto, Locke dice algunas palabras por Eko y lo entierra. Mientras coloca el palo de Eko para marcar la tumba, Locke ve un mensaje que dice "levanta la mirada y ve al norte".
- Datos: Q926942